# Гуфеланд, Кристоф Вильгельм
Кристоф Вильгельм Гуфеланд (нем. Christoph Wilhelm Hufeland; 12 августа 1762, Бад-Лангензальца — 25 августа 1836, Берлин) — немецкий врач, педагог, автор работ по медицине, лейб-медик прусского короля Фридриха Вильгельма III.

## Биография
Учился в Веймаре, где его отец занимал должность придворного врача герцогини Саксен-Веймарской Анны Амалии. В 1780 году он поступил в Йенский университет, а в следующем году отправился в Гёттингенский университет, окончив его в 1783 году по медицинскому факультету.
После получения диплома Гуфеланд несколько лет работал в Веймаре ассистентом у своего отца, пока в 1793 году не получил, в свою очередь, звание придворного врача, а одновременно и назначение на кафедру медицины в Йене. В 1798 году Фридрих Вильгельм III поставил Гуфеланда во главе медицинского училища при берлинской клинике Шарите. С основанием Берлинского университета Гуфеланд в 1809 г. занял кафедру патологоанатомии. Помимо королевской семьи, лечил Гёте, Шиллера, Гердера. Основал в Берлине медицинский институт.
Гуфеланд с 1783 г. был активным деятелем масонства и сделал многое для возрождения интереса к месмеризму. Наиболее широко известна книга Гуфеланда «Макробиотика, или Искусство продления человеческой жизни» (нем. Makrobiotik; oder, Die Kunst das menschliche Leben zu verlängern; 1796), которая была переведена на многие языки. Также популярностью на протяжении всего 19 века пользовалось его сочинение «Описание главных целительных вод в Германии».
Всеевропейскую известность приобрел издававшийся Гуфеландом на протяжении 1795—1836 гг. медицинский журнал (т. наз. «Журнал» Гуфеланда) — Journal der praktischen Arzneykunde und Wundarzneykunst. В общей сложности за этот период вышло 83 тома этого журнала.

## Гуфеланд иЖуковский
В сентябре 1827 года, в ходе своего европейского путешествия, В. А. Жуковский общался с Кристофом Вильгельмом Гуфеландом в Берлине. В своём дневнике Жуковский отметил эти встречи. Так, 1 (19) сентября 1827 года Жуковский записывает: «Поутру у Радовица. К Гуфеланду» и 4 (22) сентября 1827 года: «Вечер у Гуфеланда». В один из последующих дней, до отъезда из Берлина, Жуковский провёл вечер у графини Гребен и у кронпринца Вильгельма, на котором присутствовал и Гуфеланд. Жуковский был знаком с сочинениями немецкого медика и очень ценил их. Ещё в 1805 году он перевёл отрывок из книги Гуфеланда.

## Почести
- Член Шведской королевской академии наук (1823)
- Иностранный почётный член Петербургской академии наук (1833)